# Beuth (Lokomotive)
Die von August Borsig 1844 konstruierte Lokomotive BEUTH mit Werknummer 24 gilt als die erste eigenständig in Deutschland entwickelte Dampflokomotive. Vorher baute Borsig Lokomotiven nach amerikanischen Vorbildern nach. Die Lok gewann ein Wettrennen gegen ein Modell von Stephenson mit etwa zehn Minuten Vorsprung und galt für die folgenden zehn Jahre als Prototyp schneller deutscher Lokomotivkonstruktionen. Eine angetriebene Achse und zwei Laufachsen sowie ein Stehkessel sorgten für vergleichsweise hohe Geschwindigkeiten. Sie bekam ihren Namen nach dem Leiter der preußischen Gewerbeakademie Christian Peter Wilhelm Beuth, der August Borsig prophezeit hatte, dass aus ihm nie etwas werden würde. Ein Nachbau der Lok ist heute im Deutschen Technikmuseum Berlin ausgestellt.

## Konstruktionsmerkmale

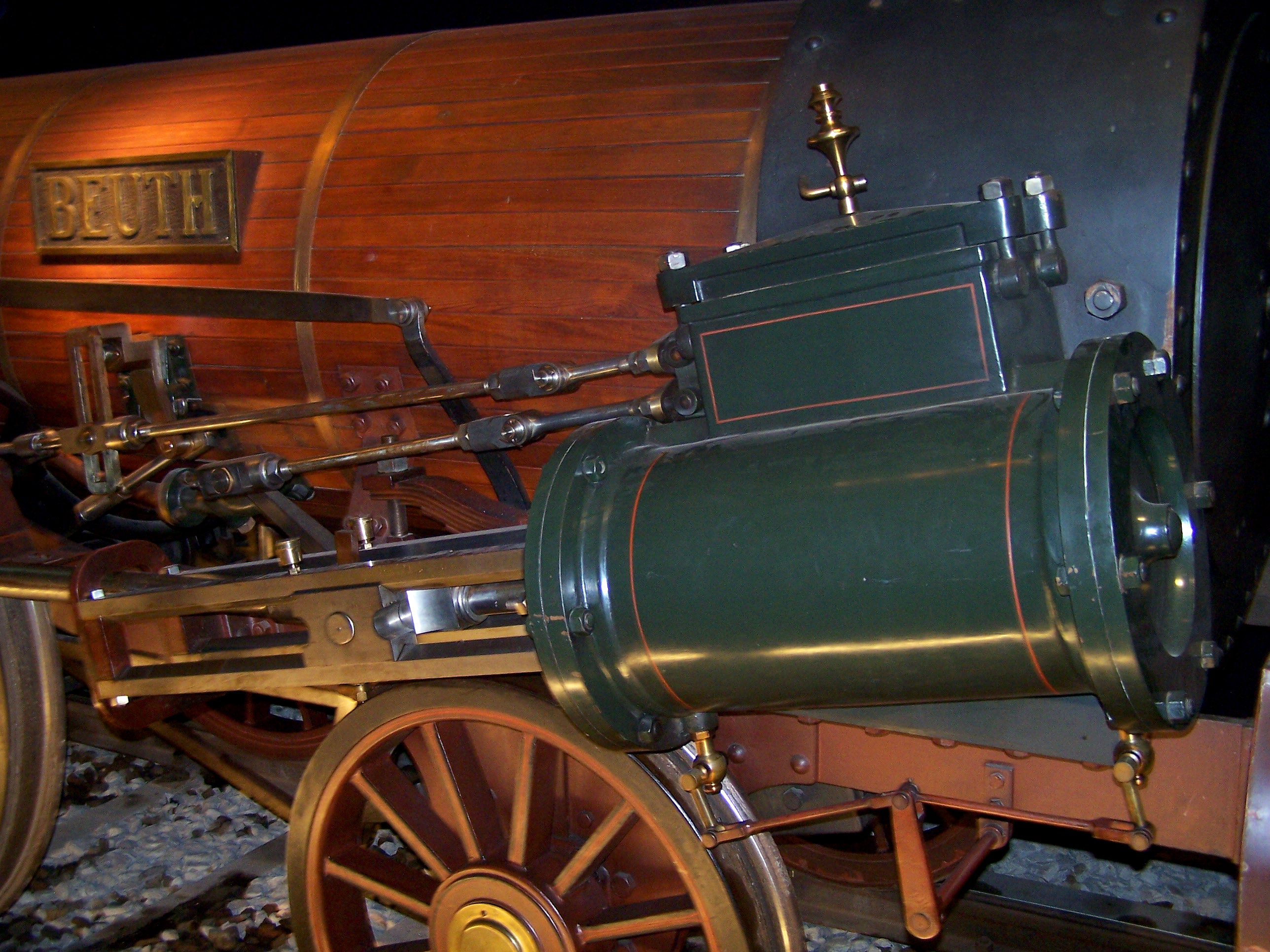
Rechter Zylinder des Nachbaus von 1912

Die Beuth besitzt gegenüber dem Adler außenliegende, größere Zylinder. Damit konnte auf eine aufwändig zu fertigende Kropfachse verzichtet werden. Die Treibstangen der Zylinder wirken direkt auf den in der Mitte liegenden Treibradsatz über exzentrisch in die Radsterne eingepresste Zapfen. Damit sind die Treibzapfen und Treibstangenlager mit höchsten Scherkräften auch zum Abschmieren und zur Kontrolle leichter zugänglich. Der höhere Dampfverbrauch des Antriebs erforderte einen leistungsstärkeren und größeren Dampfkessel in Form eines Lang- und eines Stehkessels mit hochliegendem Dampfdom. Dieser kuppelartige Stehkessel ist typisch für alle frühen Borsig-Konstruktionen wie die Borsig und die auf die Beuth folgende Borussia. Der hintere Laufradsatz unter dem offenen Führerstand der Beuth kommt bei vielen späteren Konstruktionen ebenfalls vor. Die Beuth ist damit eigentlich die erste in Serie produzierte Dampflokomotive mit klassischen Merkmalen, wie sie weltweit in fast allen späteren Konstruktionen Verwendung fanden.

## Fertigung und Einsatz
Die Beuth wurde 1844 auf der Berliner Gewerbeausstellung gezeigt und dann von der Berlin-Anhaltischen Eisenbahn eingesetzt. Diese Bauart wurde in insgesamt 71 Exemplaren bereits in einer Art Serie hergestellt und fand im gesamten norddeutschen Raum Verwendung. Die Weiterentwicklung der Beuth von Borsig ging als Borussia von 1844 z. B. auf der Köln-Mindener Eisenbahn in Betrieb; weitere damalige Hersteller nahmen sich die Beuth als Vorbild.

## Nachbau
Die Lok wurde nach ihrer Ausmusterung verschrottet. Der Nachbau, der heute in der Ausstellung des Museums zu sehen ist, ist 1912 detailgetreu rekonstruiert worden. 2010 wurde der Nachbau in der Sonderausstellung „Adler, Rocket und Co.“ im Verkehrsmuseum in Nürnberg präsentiert.